# Jetzt erst recht
Jetzt Erst Recht (с нем. — «Только сейчас») — второй студийный альбом немецкой рок-исполнительницы LaFee.
Исполнительными продюсерами и композиторами данной пластинки, также, как и предыдущей, выступили Боб Арнц и Герд Циммерман. В этом альбоме в большинстве треков содержится сквернословие. В поддержку альбома было выпущено 3 официальных сингла. Также, 23 ноября 2007 года было выпущено специально издание Bravo Edition, в которое вошло дополнительно 6 треков: песня «Es Tut Weh» как бонус-трек и 5 оркестровых версий песен со стандартного издания.

## Список композиций
| №                   | Название            | Перевод               | Длительность |
| ------------------- | ------------------- | --------------------- | ------------ |
| 1.                  | «Jetzt Erst Recht»  | Только сейчс          | 4:09         |
| 2.                  | «Heul Doch»         | Рыдай!                | 4:02         |
| 3.                  | «Du Bist Schön»     | Ты прекрасна          | 3:29         |
| 4.                  | «Der Regen Fällt»   | Идёт дождь            | 4:36         |
| 5.                  | «Beweg Dein Arsch»  | Двигай своей задницей | 2:42         |
| 6.                  | «Wer Bin Ich»       | Кто я?                | 4:29         |
| 7.                  | «Küss Mich»         | Поцелуй меня          | 4:40         |
| 8.                  | «Zusammen»          | Вместе                | 4:05         |
| 9.                  | «Stör Ich»          | Я не помешала?        | 4:01         |
| 10.                 | «Für Dich»          | Для тебя              | 3:48         |
| 11.                 | «Weg Von Dir»       | Подальше от тебя      | 3:55         |
| 12.                 | «Heiß»              | Горячий               | 3:26         |
| Общая длительность: | Общая длительность: | Общая длительность:   | 45:22        |

| №                   | Название                               | Перевод                               | Длительность |
| ------------------- | -------------------------------------- | ------------------------------------- | ------------ |
| 13.                 | «Es Tut Weh»                           | Больно                                | 4:02         |
| 14.                 | «Warum (Orchester Version)»            | Почему? (Оркестровая версия)          | 3:57         |
| 15.                 | «Der Regen Fällt (Orchester Version)»  | Идёт дождь (Оркестровая версия)       | 4:12         |
| 16.                 | «Weg Von Dir (Orchester Version)»      | Подальше от тебя (Оркестровая версия) | 3:53         |
| 17.                 | «Wer Bin Ich (Orchester Version)»      | Кто я? (Оркестровая версия)           | 4:28         |
| 18.                 | «Sterben Für Dich (Orchester Version)» | Умереть за тебя (Оркестровая версия)  | 3:03         |
| Общая длительность: | Общая длительность:                    | Общая длительность:                   | 67:77        |

## Чарты
| Чарт (2007)           | Лучший результат |
| --------------------- | ---------------- |
| Austrian Albums Chart | 1                |
| German Albums Chart   | 1                |
| Swiss Albums Chart    | 14               |
| French Albums Chart   | 79               |
| Italian Albums Chart  | 94               |

## Сертификации
| Регион                 | Сертификаты |
| ---------------------- | ----------- |
| Австрия (IFPI Austria) | Золотой     |
| Германия (BVMI)        | Платиновый  |